# Base Presidente Gabriel González Videla

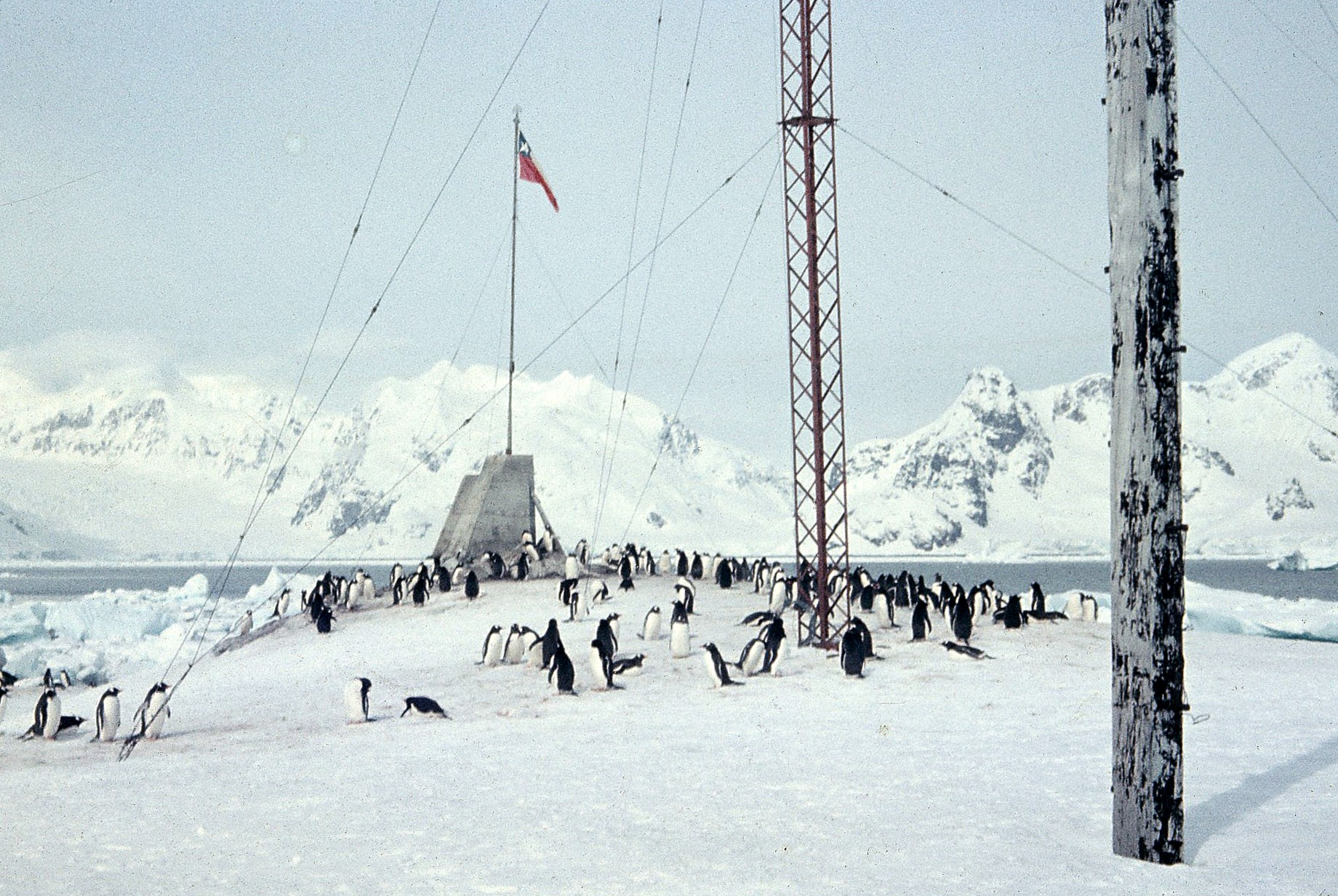
Pingüinos alrededor de la Base Presidente Gabriel González Videla, en 1957.

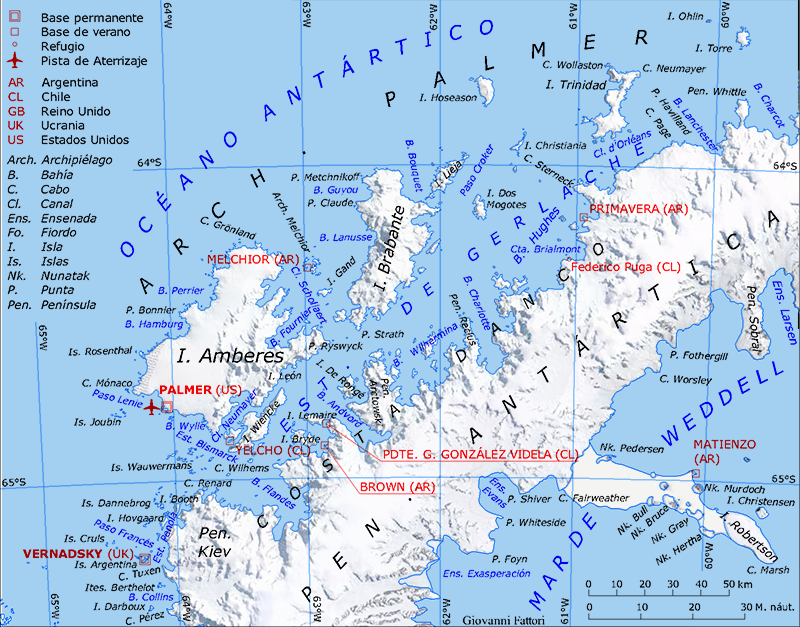
Mapa del sector del estrecho de Gerlache, donde se encuentra la base G. González V. Base cartográfica: Antarctic Digital Database http://www.add.scar.org/

La Base Presidente Gabriel González Videla es una base antártica de uso veraniego de Chile, ubicada en la península antártica, unos 330 km al sur de Base Presidente Eduardo Frei Montalva y 180 km al norte de la Base Carvajal. Se encuentra  a cargo de la Fuerza Aérea de Chile. Administrativamente  perteneciente a la Región de Magallanes y de la Antártica Chilena.

## Descripción
Se ubica en la costa del estrecho de Gerlache, bahía Paraíso de la costa Danco, península Antártica. Se localiza en una puntilla, que dependiendo de las mareas, es alternativamente dos islotes o una península llamada Munita, comunicada con el resto del continente.
En esta estación polar funcionan también la Capitanía de Puerto de Bahía Paraíso, administrada por la Armada de Chile, un pequeño museo sobre la historia de la base y una tienda de recuerdos. Estas instalaciones atienden el creciente flujo de buques turísticos y yates, que llega a la base debido a la belleza escénica del entorno y la presencia de una colonia de hasta 5000 pingüinos papúa, en la que destaca un raro linaje de especímenes albinos. La presencia de esta población de aves también ha llevado a restringir el número diario de personas que pueden visitar el lugar. Pese a lo cual, en el 2009 se estimaba ya que unos 7000 turistas desembarcan cada temporada de verano, lo que ha convertido a la base en uno de los cinco puntos más visitados del continente Antártico.
La base, además de su dotación de funcionarios de la FACH y la dotación naval de la Armada, tiene alojamientos para 4 investigadores científicos, lo que suma una población máxima de 15 personas. La instalación cuenta con comunicaciones por radio, telefonía e Internet.

## Historia
Construida por la FACH durante la 5a campaña antártica de Chile, fue inaugurada el 12 de marzo de 1951. Lleva el nombre del primer Jefe de Estado del mundo que puso pie en la Antártida (febrero de 1948). En documentos aparece como administrada por la Universidad de Chile, al menos entre 1962 y 1964, contando en ese entonces la base con pabellón científico, caseta de globos sonda y casetas sismológicas. En 1964 fue desactivada hasta 1968-69. Al construirse el Centro Meteorológico Presidente Eduardo Frei Montalva en Isla Rey Jorge –seguida luego de la actual Base Presidente Eduardo Frei Montalva– la institución concentró allí todos sus esfuerzos y desocupó temporalmente la base GGV, cumpliendo entonces funciones de refugio veraniego para exploradores internacionales y científicos chilenos. 
En el 2003, la FACH inició un “Plan de Recuperación, Mantención y Conservación”, reactivando gradualmente la base a partir de entonces.

### Actualidad
La Base González Videla funciona durante el periodo estival, desarrollando actividades de soberanía, difusión investigación científica y mantenimiento de infraestructura. Referente a la difusión, la Base cuenta con un Museo con galería fotográfica, donde se resumen los primeros años de funcionamiento de la misma. Además, en el islote sur se puede apreciar una placa recordatoria inaugurada por la Princesa Ana de Inglaterra en el 2007, en memoria de los Thomas Bagshawe y M.C. Lester, científicos ingleses miembros de la expedición efectuada durante el año 1921 y 1922, que parmanecieron un invierno en un refugio que construyeron con una vieja barcaza ballenera que encontraron en el lugar, realizando la primera investigación sobre cría del pingüino. Algunos restos de esta barcaza quedan allí, en el punto denominado Water Boat Point (Sitio Histórico N°56).

## Sitios y monumentos históricos

### Refugio Gabriel González Videla
El refugio Gabriel González Videla construido en 1950 cerca de la Base Gabriel González Videla fue designado en 1972 Sitio y Monumento Histórico de la Antártida SMH 30: Refugio "Gabriel González Videla" bajo el Tratado Antártico, a propuesta y conservación de Chile.

### Cabaña en Punta Waterboat
Los restos y los aledaños inmediatos de la cabaña de Punta Waterboat, que fue ocupada por dos miembros de la expedición británica de John Lachlan Cope: Thomas W. Bagshawe y Maxime C. Lester en 1921-1922, que se encuentran junto a la Base González Videla, fueron designados en 1991 Sitio y Monumento Histórico de la Antártida SMH 56: Cabaña en Punta Waterboat bajo el Tratado Antártico, a propuesta y conservación de Chile y del Reino Unido. Solo subsisten la base del buque ballenero abandonado que encontraron allí, las bases de las jambas de las puertas y un trazado de la cabaña y su terreno. En este lugar Bagshawe escribió el primer estudio científico sobre el desarrollo de la cría de pingüino.